# Легоньков, Владимир Иванович
Владимир Иванович Легоньков (1933—1997) — советский математик и инженер-программист, специалист в области вычислительной математики, кандидат физико-математических наук. Лауреат Ленинской премии (1980).

## Биография
Родился в 1933 году в Москве.
В 1956 году окончанил Механико-математический факультет Московского государственного университета имени М. В. Ломоносова. Руководителем дипломной работы В. И. Легонькова был академик А. П. Ершов.
С 1956 года работал в системе атомной промышленности СССР, направлен в закрытый город Челябинск-70. С 1956 года работал старшим лаборантом, с 1957 года инженером, с 1959 года старшим инженером, с 1961 года младшим научным сотрудником, с 1963 года начальником Отдела программирования, с 1976 года старшим научным сотрудником, с 1990 года заместителем начальника Математического отделения, с 1996 года заместителем начальника Научно-исследовательского отделения Всероссийского научно-исследовательского института технической физики. В. И. Легоньков был руководителем и активным участником многочисленных разработок в области автоматизации программирования и создания больших производственных программ. С 1966 года читал курс лекций в Снежинском физико-техническом институте. В 1970 году был одним из докладчиков Второй Всесоюзной конференции по программированию.
Умер 24 октября 1997 года в Снежинске.

## Награды
Источники:

### Ордена
- Орден «Знак Почёта» (1971)

### Премии
- Ленинская премия (1980 — «за участие в фундаментальных исследованиях заложивших основы для достижения особой чистоты термоядерного взрыва»)